# Дуглас, Уильям Рэндольф
Сэр Уильям Рэндольф Дуглас (англ. Sir William Randolph Douglas, 24 сентября 1921 — 12 августа 2003, По, Франция) — барбадосский государственный деятель, исполняющий обязанности генерал-губернатора Барбадоса (1976; 1984).

## Биография
Родился на Барбадосе, однако его родители эмигрировали в Канаду, когда ему было четыре года. Он получил образование в Харрисон-колледже, но завершил своё среднее образование в Квебеке, благодаря чему выучил французский язык. Сначала он Макгиллский университет, а затем получил степень бакалавра права Лондонской школы экономики и политических наук. Преподавал в Квебеке в École Bannatyne, Университете Вердена и университете Макгилла в Монреале. Связь с Канадой сохранял до конца жизни. Также читал лекции по праву в Лондонской школе экономики.
В 1947 году получил статус адвоката в Миддл Темпл, в 1948 году вернулся на Барбадос.
- 1959—1963 гг. — помощник Генерального прокурора Ямайки,
- 1963—1965 гг. — генеральный солиситор.
- 1965—1986 гг. — председатель Верховного суда Барбадоса,
- 1987—1991 гг. — посол в США.
- 1991—1993 гг. — верховный комиссар (посол) в Великобритании.

В 1976 и 1984 годах временно исполнял обязанности генерал-губернатора Барбадоса.
С 1975 году он был членом экспертного комитета Международной организации труда по применению конвенций и рекомендаций, возглавляя его с 1995 года; также входил в состав экспертной комиссии Международной организации труда в Южной Африке в 1993 году и комиссии по выявлению фактов принудительного труда в Бирма в 1997—1998 годах. В 1982—1998 годах являлся судьей Международной организации труда.
В 1971—1977 годах являлся председателем Карибского Совета стран Содружества по вопросам юридического образования.
В 1969 году королевой Елизаветой II был возведён в рыцарское достоинство. В 1983 году стал кавалером ордена Святого Михаила и Святого Георгия.